# Direct Analysis in Real Time

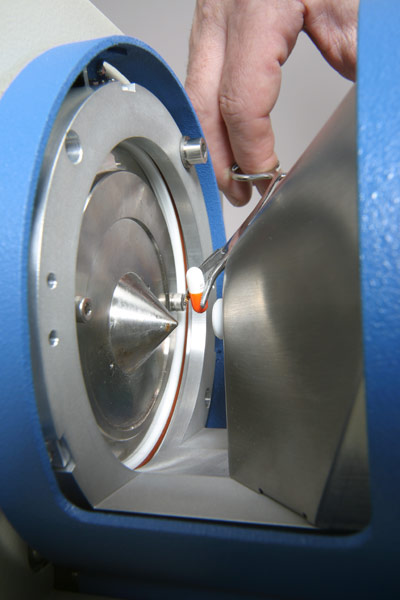
Eine Tablette wird zur Analytik in die Probenkammer zwischen die DART Ionenquelle (rechts) und dem Eingang zum Massenspektrometer (links) eingebracht.

Direct Analysis in Real Time (DART) ist eine Technik zur Erzeugung von Ionen unter Atmosphärendruck aus festen, flüssigen und gasförmigen Stoffen. Entwickelt wurde diese analytische Methode 2005 durch J. Laramée und R. Cody. Vermarktung und Vertrieb erfolgen durch JEOL und IonSense. Diese Ionisationstechnik war eine der ersten, die keine zusätzliche Probenvorbereitung benötigt, sondern die direkte Analytik von festen, flüssigen und gasförmigen Materialien in unveränderter Form erlaubt. So kann die Ionisierung direkt auf Oberflächen wie z. B. Tabletten oder Körperflüssigkeiten (Blut, Speichel oder Urin), Glas, Blätter oder Kleidung stattfinden. Die Ionisation ist dabei eine Kombination aus thermaler Desorption und der Penning-Ionisation. Eingesetzt wird diese Technik unter anderem in der pharmazeutischen Industrie oder Forensik.